# 6698 Malhotra
6698 Malhotra (1987 SL1) là một tiểu hành tinh vành đai chính được phát hiện ngày 21 tháng 9 năm 1987 bởi E. Bowell ở Anderson Mesa.